# Domaine d'Ogi

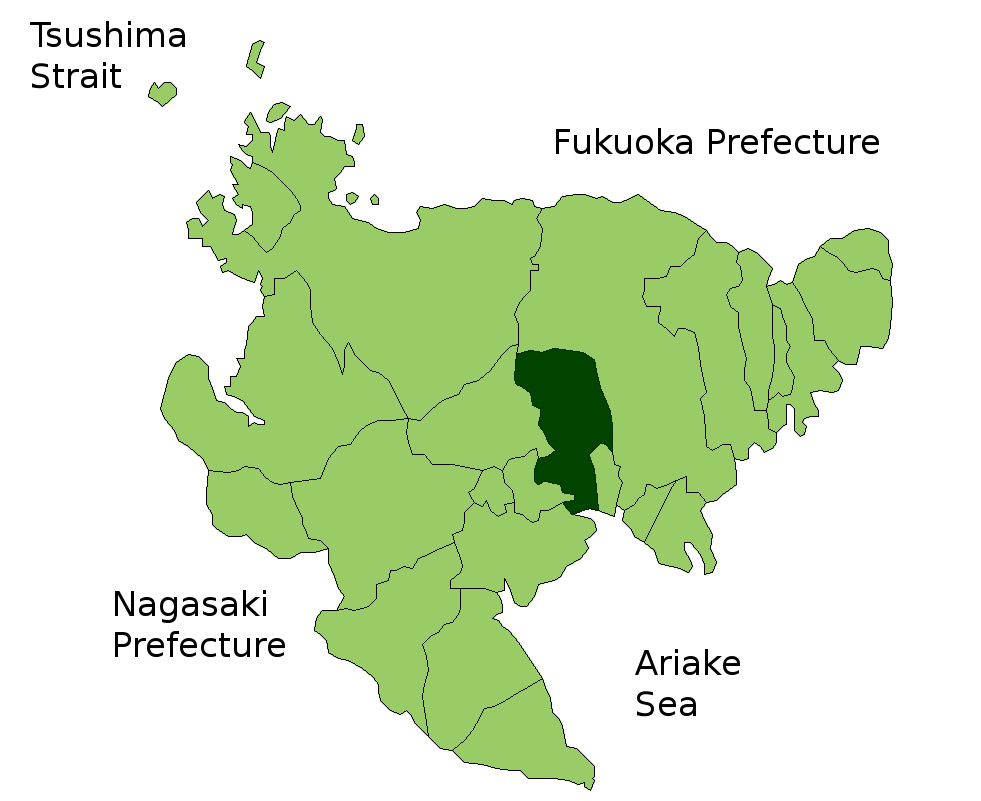
Situation de la ville d'Ogi dans la préfecture de Saga.

Le domaine d'Ogi (小城藩, Ogi-han) est un domaine  féodal tozama japonais de l'époque d'Edo situé dans la province de Hizen, Kyūshū. Son territoire couvre à peu près l'équivalent des surfaces du district moderne d'Ogi et des parties des districts de Saga et Matsuura dans la préfecture de Saga.

## Histoire
Le domaine d'Ogi est à l'origine un sous-domaine du domaine de Saga créé en 1642 pour Nabeshima Motoshige, le fils ainé du premier daimyō du domaine de Saga, Nabeshima Katsushige. Bien que Motoshige soit le fils ainé, il est déclassé dans la ligne de succession du domaine au profit de son demi-frère cadet, Nabeshima Tadanao, dont la mère est une fille du shōgun Tokugawa Ieyasu.
Motoshige reçoit des possessions d'une valeur de 73 000 koku et sert comme conseiller du shōgun Iemitsu Tokugawa. Son fils, Nabeshima Naoyoshi (Ogi), devient deuxième daimyō d'Ogi et construit une résidence fortifiée (jin'ya) pour servir de quartier général dans ce qui est de nos jours la ville d'Ogi. Son fils, Nabeshima Mototake, accède à de hautes fonctions au sein de l'administration du shogunat Tokugawa du shōgun Tsunayoshi Tokugawa. Mais à partir de ce moment, la situation financière du domaine se dégrade très sérieusement au point d'être au bord de la banqueroute, ce qui entraîne une dégradation continue des relations avec la lignée principale du domaine de Saga.
Sous la gouvernance de Nabeshima Naotaka, l'indépendance du domaine d'Ogi en référant directement au shogunat est finalement reconnue et il reçoit la permission d'ériger un château. Le domaine manque cependant de finances pour ce faire.
Durant la guerre de Boshin de la restauration de Meiji, Nabeshima Naotora, le onzième et dernier daimyō du domaine, soutient l'alliance Satchō ce qui lui vaut d'être appelé pour diriger les forces d'Ogi contre les vestiges des Tokugawa à Akita au nord du Japon. En raison de sa loyauté vis-à-vis de l'empereur Meiji et de ses efforts pendant la guerre, les revenus du domaine d'Ogi sont augmentés de 5 000 koku supplémentaires en août 1869. Cette récompense est cependant essentiellement nominale puisqu'avec l'abolition du système han moins de deux plus tard en 1871, le domaine d'Ogi est intégré dans la préfecture de Saga.
Nabeshima Naotora et ses héritiers se voient accorder le titre de vicomtes (shishaku) dans le nouveau système nobiliaire kazoku de l'ère Meiji.

## Liste des daimyos
- Clan Nabeshima (tozama daimyo)

|    | Nom                                 | Dates     | Titre        | Rang                    | Revenus     |
| -- | ----------------------------------- | --------- | ------------ | ----------------------- | ----------- |
| 1  | Nabeshima Motoshige (鍋島元茂)      | 1642-1654 | Kii-no-kami  | 5e inférieur (従五位下) | 73 000 koku |
| 2  | Nabeshima Naoyoshi (Ogi) (鍋島直能) | 1654-1679 | Kaga-no-kami | 5e inférieur (従五位下) | 73 000 koku |
| 3  | Nabeshima Mototake (鍋島元武)       | 1679-1713 | Kii-no-kami  | 5e inférieur (従五位下) | 73 000 koku |
| 4  | Nabeshima Motonobu (鍋島元延)       | 1713-1714 | Kaga-no-kami | 5e inférieur (従五位下) | 73 000 koku |
| 5  | Nabeshima Naohide (鍋島直英)        | 1714-1744 | Kaga-no-kami | 5e inférieur (従五位下) | 73 000 koku |
| 6  | Nabeshima Naokazu] (鍋島直員)       | 1744-1764 | Kii-no-kami  | 5e inférieur (従五位下) | 73 000 koku |
| 7  | Nabeshima Naomasu (鍋島直愈)        | 1764-1794 | Kaga-no-kami | 5e inférieur (従五位下) | 73 000 koku |
| 8  | Nabeshima Naotomo (Ogi) (鍋島直知)  | 1794-1804 | Kii-no-kami  | 5e inférieur (従五位下) | 73 000 koku |
| 9  | Nabeshima Naotaka (鍋島直堯)        | 1804-1850 | Kii-no-kami  | 5e inférieur (従五位下) | 73 000 koku |
| 10 | Nabeshima Naosuke (鍋島直亮)        | 1850-1864 | Kaga-no-kami | 5e inférieur (従五位下) | 73 000 koku |
| 11 | Nabeshima Naotora (鍋島直虎)        | 1864-1871 | Kii-no-kami  | 5e inférieur (従五位下) | 73 000 koku |
|    |                                     |           |              |                         |             |